# 関口義明
関口 義明（せきぐち よしあき、1940年1月23日 - 2012年8月16日）は、日本の作詞家。代表作は井沢八郎の「あゝ上野駅」。

## 略歴・人物
埼玉県羽生市出身。高校時代から川柳を作り始め、新聞社主催の「読者の集い」でたまたま職業作詞家と出会ったことから作詞の道に進む。高校卒業後は埼玉県の地方銀行に勤務。23歳のときに「あゝ上野駅」が雑誌『家の光』の懸賞で当選し、大ヒット曲となる。その後も銀行員との兼業作詞家を続け、40歳を過ぎた頃に本格的に作詞家として独立した。。日本作詩家協会理事を歴任。2012年8月16日に肺炎のため死去（享年72）。

## 主な作詞作品
- 井沢八郎「あゝ上野駅」
- 大石円「雨降り花」
- 門脇陸男「湯の里慕情」
- 金田たつえ「お母さん」
- 黒川真一朗「こぼれ灯」「それが女の道なのよ」「ふるさと帰行」「ごめんよナ」「旅しぐれ」「青春の谺」
- 香田晋「夢いちど」「港のわすれ唄」「お宝女房」「男の海」
- 長保有紀「おさけ川」
- 花咲ゆき美「信州路」
- 森山愛子「ダメよ故郷さん」
- 若山かずさ「他人海峡」
- 浜桂子「チョットだけよ」